# Romanches
Les Romanches sont un groupe ethnique de Suisse. Ils représentent une partie des Suisses.